# 貿易の円滑化に関する協定
貿易の円滑化に関する協定（ぼうえきのえんかつかにかんするきょうてい、英: Agreement on Trade Facilitation、通称：貿易円滑化協定）は、 WTOドーハ・ラウンド交渉の一分野として、2004年11月から交渉開始され、2013年12月、第9回WTO閣僚会議においてバリ合意の一部として合意された。
この合意に基づき正式な国際条約としてWTO協定を改正し、貿易の円滑化に関する協定を追加するため、2014年11月27日にWTOの一般理事会で貿易円滑化協定をWTO協定に追加するための改正議定書が採択された。
その後、WTO加盟国において受諾手続きが行われ、2017年2月22日に発効に必要な加盟国の3分の2の受諾があり発効した。改正議定書は、日本法においては、国会承認を経た「条約」であり、日本国政府による法令番号は、平成29年条約第2号である。

## 概要
貿易円滑化協定は、WTO協定の附属書1Aに属する協定である
。
この協定は、輸入、輸出及び通過のための手続に関する情報をインターネットを通じて入手可能なものとする等を定めることにより、貿易の円滑化を図るものであり、具体的には次のことを規定している。
(1) 輸入、輸出及び通過のための手続等に関する情報を無差別な、かつ、容易に知ることができる方法で速やかに公表する（第1条）
(2) 全ての必要な情報が記載された書面による要請を提出した申請者に対して、合理的な方法で、定められた期限までに事前の教示を行う。（第3条）
(3)　物品の引取りを迅速に行うため、関税法令その他関連する法令の遵守を確保するための通関後の監査を採用し、又は維持する（第7条）
(4)　腐敗しやすい物品の損失等を防止することを目的として、通常の状況においては可能な限り最短の時間内、例外的な状況において適当と認めるときは税関その他関係当局の執務時間外における腐敗しやすい物品の引取りについて定める（第8条）
(5)　 開発途上国及び後発開発途上国に対する能力の開発のための援助及び支援の提供を促進するとともに、能力の開発のための援助及び支援に関する情報を貿易の円滑化に関する委員会に提供する（第12条）

## 協定と国内法
この協定の受諾に当たって新たな立法措置は不要とされた。
行政措置としては財務省関税局の通達の条約等基本通達（昭和47年蔵関第106号）２－１に
(2) 世界貿易機関を設立するマラケシュ協定附属書一 A の貿易の円滑化に関する協定第７条 9.4 の規定を踏まえて、腐敗しやすい物品の引取りが著しく遅延する場合において、輸入者等から書面によりその理由について照会があったときは、可能な限り、適宜の様式により書面で照会者に通知するものとする。
との規定が追加された。